# 2022-es labdarúgó-világbajnokság (G csoport)
A 2022-es labdarúgó-világbajnokság G csoportjának mérkőzéseit november 24. és december 2. között játszották. A csoport résztvevői Brazília, Szerbia, Svájc és Kamerun. Brazília és Svájc jutott a nyolcaddöntőbe.
Brazília, Szerbia és Svájc az előző labdarúgó-világbajnokságon is ugyanabban a csoportban játszott.

## Csapatok
| Sorsolás pozíciója | Csapat   | Kalap | Nemzetközi Szövetség | A kvalifikáció módja                 | A kvalifikáció időpontja | Szereplések száma foci-vb-ken | Utolsó szereplés | A legjobb szereplés                        | FIFA-világranglista helyezés | FIFA-világranglista helyezés |
| Sorsolás pozíciója | Csapat   | Kalap | Nemzetközi Szövetség | A kvalifikáció módja                 | A kvalifikáció időpontja | Szereplések száma foci-vb-ken | Utolsó szereplés | A legjobb szereplés                        | 2022. március                | 2022. október                |
| ------------------ | -------- | ----- | -------------------- | ------------------------------------ | ------------------------ | ----------------------------- | ---------------- | ------------------------------------------ | ---------------------------- | ---------------------------- |
| G1                 | Brazília | 1     | CONMEBOL             | CONMEBOL 1. helyezett                | 2021. november 11.       | 22.                           | 2018             | Világbajnok (1958, 1962, 1970, 1994, 2002) | 1                            | 1                            |
| G2                 | Szerbia  | 3     | UEFA                 | UEFA A csoport győztese              | 2021. november 14.       | 13.                           | 2018             | Negyedik hely (1930, 1962)                 | 25                           | 21                           |
| G3                 | Svájc    | 2     | UEFA                 | UEFA C csoport győztese              | 2021. november 15.       | 12.                           | 2018             | Negyeddöntő (1934, 1938, 1954)             | 14                           | 15                           |
| G4                 | Kamerun  | 4     | CAF                  | A CAF harmadik fordulójának győztese | 2022. március 29.        | 8.                            | 2014             | Negyeddöntő (1990)                         | 37                           | 43                           |

## Tabella
| Hely. | Csapat   | M | Gy | D | V | G+ | G– | Gk | P | Továbbjutás                                |
| ----- | -------- | - | -- | - | - | -- | -- | -- | - | ------------------------------------------ |
| 1.    | Brazília | 3 | 2  | 0 | 1 | 3  | 1  | +2 | 6 | Továbbjutott az egyenes kieséses szakaszba |
| 2.    | Svájc    | 3 | 2  | 0 | 1 | 4  | 3  | +1 | 6 | Továbbjutott az egyenes kieséses szakaszba |
| 3.    | Kamerun  | 3 | 1  | 1 | 1 | 4  | 4  | 0  | 4 |                                            |
| 4.    | Szerbia  | 3 | 0  | 1 | 2 | 5  | 8  | −3 | 1 |                                            |

A nyolcaddöntőben :
- A G csoport győztese játszik a H-csoport második helyezettjével.
- A G csoport második helyezettje a H-csoport győzteseivel játszanak.

## Mérkőzések
Az időpontok helyi idő szerint (UTC+3), a zárójelben magyar idő szerint értendők.

### Svájc – Kamerun
A két csapat még soha nem találkozott egymással.
| 2022. november 24. 13:00 (11:00) |

| Svájc      | 1–0               | Kamerun |
| ---------- | ----------------- | ------- |
| Embolo 48' | (0–0) Jegyzőkönyv |         |

| el-Dzsanúb Stadion, al-Vakra Nézőszám: 39 089 Játékvezető: Facundo Tello (argentin) |

| Svájc | Kamerun |

| KA                   | 1  | Yann Sommer       |     |     |
| JV                   | 3  | Silvan Widmer     |     |     |
| KV                   | 4  | Nico Elvedi       | 64' |     |
| KV                   | 5  | Manuel Akanji     | 83' |     |
| BV                   | 13 | Ricardo Rodríguez |     | 90' |
| KKP                  | 10 | Granit Xhaka      |     |     |
| KKP                  | 8  | Remo Freuler      |     |     |
| KKP                  | 15 | Djibril Sow       |     | 72' |
| JCS                  | 7  | Breel Embolo      |     | 72' |
| KCS                  | 23 | Xherdan Shaqiri   |     | 72' |
| BCS                  | 17 | Ruben Vargas      |     | 81' |
| Cserék:              |    |                   |     |     |
| KP                   | 20 | Fabian Frei       |     | 72' |
| CS                   | 19 | Noah Okafor       |     | 72' |
| CS                   | 9  | Haris Seferović   |     | 72' |
| KP                   | 25 | Fabian Rieder     |     | 81' |
| V                    | 18 | Eray Cömert       |     | 90' |
| Szövetségi kapitány: |    |                   |     |     |
| Murat Yakın          |    |                   |     |     |

| KA                   | 23 | André Onana                |     |     |
| JV                   | 25 | Nouhou Tolo                |     |     |
| KV                   | 3  | Nicolas N’Koulou           |     |     |
| KV                   | 21 | Jean-Charles Castelletto   |     |     |
| BV                   | 19 | Collins Fai                | 36' |     |
| KKP                  | 14 | Samuel Gouet               |     |     |
| KKP                  | 18 | Martin Hongla              |     | 68' |
| KKP                  | 8  | André-Frank Zambo Anguissa |     |     |
| JCS                  | 20 | Bryan Mbeumo               |     | 81' |
| KCS                  | 13 | Eric Maxim Choupo-Moting   |     | 74' |
| BCS                  | 12 | Karl Toko Ekambi           |     | 74' |
| Cserék:              |    |                            |     |     |
| KP                   | 5  | Gaël Ondoua                |     | 68' |
| CS                   | 10 | Vincent Aboubakar          |     | 74' |
| KP                   | 7  | Georges-Kévin N’Koudou     |     | 74' |
| CS                   | 6  | Nicolas Ngamaleu           |     | 81' |
| Szövetségi kapitány: |    |                            |     |     |
| Rigobert Song        |    |                            |     |     |

| A mérkőzés játékosa: Yann Sommer (Svájc) Asszisztensek: Ezequiel Brailovsky (argentin) Gabriel Chade (argentin) Negyedik játékvezető: Saíd Martínez (hondurasi) Tartalék játékvezető: Walter López (hondurasi) Videobírók: Mauro Vigliano (argentin) Fernando Guerrero (mexikói) Pau Cebrián Devís (spanyol) Ricardo de Burgos Bengoetxea (spanyol) Nicolás Taran (uruguayi) |

### Brazília – Szerbia
A csapatok egyszer találkoztak világbajnokságokon, Brazília 2-0-s győzelmet aratott 2018-ban a csoportkörben. Szerbia elődje Jugoszláviaként 18 alkalommal találkozott Brazíliával, ebből négyszer a FIFA-világbajnokságok csoportkörében 1930-ban, 1950-ben, 1954-ben és 1974-ben, mindkét csapat egy-egy győzelmet ért el, emellett két döntetlent játszottak.
| 2022. november 24. 22:00 (20:00) |

| Brazília            | 2–0               | Szerbia |
| ------------------- | ----------------- | ------- |
| Richarlison 62' 73' | (0–0) Jegyzőkönyv |         |

| Loszaíli Nemzeti Stadion, Loszaíl Nézőszám: 88 103 Játékvezető: Alirezá Fagáni (iráni) |

| Brazília | Szerbia |

| KA                   | 1  | Alisson            |     |
| JV                   | 2  | Danilo             |     |
| KV                   | 4  | Marquinhos         |     |
| KV                   | 3  | Thiago Silva       |     |
| BV                   | 6  | Alex Sandro        |     |
| KKP                  | 5  | Casemiro           |     |
| KKP                  | 7  | Lucas Paquetá      | 75' |
| JKP                  | 11 | Raphinha           | 87' |
| TKP                  | 10 | Neymar             | 79' |
| BKP                  | 20 | Vinícius Júnior    | 75' |
| KCS                  | 9  | Richarlison        | 79' |
| Cserék:              |    |                    |     |
| KP                   | 8  | Fred               | 75' |
| CS                   | 21 | Rodrygo            | 75' |
| CS                   | 18 | Gabriel Jesus      | 79' |
| CS                   | 19 | Antony             | 79' |
| CS                   | 26 | Gabriel Martinelli | 87' |
| Szövetségi kapitány: |    |                    |     |
| Tite                 |    |                    |     |

| KA                   | 23 | Vanja Milinković-Savić  |     |     |
| KV                   | 5  | Miloš Veljković         |     |     |
| KV                   | 4  | Nikola Milenković       |     |     |
| KV                   | 2  | Strahinja Pavlović      | 7'  |     |
| VKP                  | 8  | Nemanja Gudelj          | 49' | 57' |
| KKP                  | 16 | Saša Lukić              | 64' | 66' |
| KKP                  | 20 | Sergej Milinković-Savić |     |     |
| JKP                  | 14 | Andrija Živković        |     | 57' |
| TKP                  | 10 | Dušan Tadić             |     |     |
| BKP                  | 25 | Filip Mladenović        |     | 66' |
| KCS                  | 9  | Aleksandar Mitrović     |     | 83' |
| Cserék:              |    |                         |     |     |
| KP                   | 24 | Ivan Ilić               |     | 57' |
| CS                   | 7  | Nemanja Radonjić        |     | 57' |
| CS                   | 22 | Darko Lazović           |     | 66' |
| CS                   | 18 | Dušan Vlahović          |     | 66' |
| KP                   | 6  | Nemanja Maksimović      |     | 83' |
| Szövetségi kapitány: |    |                         |     |     |
| Dragan Stojković     |    |                         |     |     |

| A mérkőzés játékosa: Richarlison (Brazília) Asszisztensek: Mohammadreza Mansouri (iráni) Mohammadreza Abolfazli (iráni) Negyedik játékvezető: Maguette N’Diaye (szenegáli) Tartalék játékvezető: El Hadj Malick Samba (szenegáli) Videobírók: Táleb al-Marri (katari) Muhamad Taki (szingapúri) Anton Shchetinin (ausztrál) Pol van Boekel (holland) Ashley Beecham (ausztrál) |

### Kamerun – Szerbia
A két csapat egyszer találkozott egymással egy 2010-es barátságos mérkőzésen, amelyet Szerbia 4–3-ra nyert meg.
| 2022. november 28. 13:00 (11:00) |

| Kamerun                                         | 3–3               | Szerbia                                                  |
| ----------------------------------------------- | ----------------- | -------------------------------------------------------- |
| Castelletto 29' Aboubakar 63' Choupo-Moting 66' | (1–2) Jegyzőkönyv | Pavlović 45+1' S. Milinković-Savić 45+3' A. Mitrović 53' |

| el-Dzsanúb Stadion, al-Vakra Nézőszám: 39 789 Játékvezető: Mohamed Abdalláh Hasszán Mohamed (Egyesült Arab Emírségekbeli) |

| Kamerun | Szerbia |

| KA                   | 16 | Devis Epassy               |     |     |
| JV                   | 19 | Collins Fai                |     |     |
| KV                   | 3  | Nicolas N’Koulou           | 24' |     |
| KV                   | 21 | Jean-Charles Castelletto   |     |     |
| BV                   | 25 | Nouhou Tolo                |     |     |
| KKP                  | 14 | Pierre Kunde               |     | 67' |
| KKP                  | 18 | Martin Hongla              |     | 55' |
| KKP                  | 8  | André-Frank Zambo Anguissa |     | 81' |
| JCS                  | 20 | Bryan Mbeumo               |     | 81' |
| KCS                  | 13 | Eric Maxim Choupo-Moting   |     |     |
| BCS                  | 12 | Karl Toko Ekambi           |     | 67' |
| Cserék:              |    |                            |     |     |
| CS                   | 10 | Vincent Aboubakar          |     | 55' |
| CS                   | 11 | Christian Bassogog         | 30' | 67' |
| KP                   | 5  | Gaël Ondoua                |     | 67' |
| KP                   | 14 | Samuel Gouet               |     | 81' |
| KP                   | 7  | Georges-Kévin N’Koudou     |     | 81' |
| Szövetségi kapitány: |    |                            |     |     |
| Rigobert Song        |    |                            |     |     |

| KA                   | 23 | Vanja Milinković-Savić  |       |       |
| KV                   | 5  | Miloš Veljković         |       | 78'   |
| KV                   | 4  | Nikola Milenković       | 90+3' |       |
| KV                   | 2  | Strahinja Pavlović      |       | 55'   |
| BKP                  | 8  | Filip Kostić            |       | 90+2' |
| KKP                  | 16 | Saša Lukić              |       |       |
| KKP                  | 8  | Nemanja Maksimović      |       |       |
| JKP                  | 14 | Andrija Živković        |       | 78'   |
| JSZ                  | 10 | Dušan Tadić             |       |       |
| BSZ                  | 20 | Sergej Milinković-Savić |       | 78'   |
| KCS                  | 9  | Aleksandar Mitrović     |       |       |
| Cserék:              |    |                         |       |       |
| V                    | 13 | Stefan Mitrović         |       | 55'   |
| V                    | 15 | Srđan Babić             |       | 78'   |
| CS                   | 7  | Nemanja Radonjić        |       | 78'   |
| KP                   | 26 | Marko Grujić            |       | 78'   |
| KP                   | 6  | Nemanja Maksimović      |       | 90+2' |
| Szövetségi kapitány: |    |                         |       |       |
| Dragan Stojković     |    |                         |       |       |

| A mérkőzés játékosa: Vincent Aboubakar (Kamerun) Asszisztensek: Mohamed al-Hammádi (Egyesült Arab Emírségekbeli) Hasszán al-Mári (Egyesült Arab Emírségekbeli) Negyedik játékvezető: Ma Ning (kínai) Tartalék játékvezető: Si Hsziang (kínai) Videobírók: Nicolás Gallo (kolumbiai) Juan Soto (venezuelai) Ezequiel Brailovsky (argentin) Leodán González (uruguayi) Gabriel Chade (argentin) |

### Brazília – Svájc
A csapatok kilencszer találkoztak, köztük kétszer világbajnokságokon, mindkettő csoportmérkőzés döntetlennel végződött; 1950-ben 2–2, 2018-ban 1–1 lett a végeredmény.
| 2022. november 28. 19:00 (17:00) |

| Brazília     | 1–0               | Svájc |
| ------------ | ----------------- | ----- |
| Casemiro 83' | (0–0) Jegyzőkönyv |       |

| 974 Stadion, Doha Nézőszám: 43 649 Játékvezető: Iván Barton (salvadori) |

| Brazília | Svájc |

| KA                   | 1  | Alisson         |     |     |
| JV                   | 14 | Éder Militão    |     |     |
| KV                   | 4  | Marquinhos      |     |     |
| KV                   | 3  | Thiago Silva    |     |     |
| BV                   | 6  | Alex Sandro     |     | 86' |
| KKP                  | 5  | Casemiro        |     |     |
| KKP                  | 7  | Lucas Paquetá   |     | 46' |
| KKP                  | 8  | Fred            | 52' | 58' |
| JCS                  | 11 | Raphinha        |     | 73' |
| KCS                  | 9  | Richarlison     |     | 73' |
| BCS                  | 20 | Vinícius Júnior |     |     |
| Cserék:              |    |                 |     |     |
| CS                   | 21 | Rodrygo         |     | 46' |
| KP                   | 17 | Bruno Guimarães |     | 58' |
| CS                   | 18 | Gabriel Jesus   |     | 73' |
| CS                   | 19 | Antony          |     | 73' |
| V                    | 16 | Alex Telles     |     | 86' |
| Szövetségi kapitány: |    |                 |     |     |
| Tite                 |    |                 |     |     |

| KA                   | 1  | Yann Sommer         |     |     |
| JV                   | 3  | Silvan Widmer       |     | 86' |
| KV                   | 4  | Nico Elvedi         |     |     |
| KV                   | 5  | Manuel Akanji       |     |     |
| BV                   | 13 | Ricardo Rodríguez   |     |     |
| KKP                  | 10 | Granit Xhaka        |     |     |
| KKP                  | 8  | Remo Freuler        |     |     |
| BKP                  | 17 | Ruben Vargas        |     | 58' |
| TKP                  | 15 | Djibril Sow         |     | 76' |
| JKP                  | 25 | Fabian Rieder       | 50' | 58' |
| KCS                  | 7  | Breel Embolo        |     | 76' |
| Cserék:              |    |                     |     |     |
| KP                   | 2  | Edimilson Fernandes |     | 58' |
| KP                   | 11 | Renato Steffen      |     | 58' |
| KP                   | 14 | Michel Aebischer    |     | 76' |
| CS                   | 9  | Haris Seferović     |     | 76' |
| KP                   | 20 | Fabian Frei         |     | 86' |
| Szövetségi kapitány: |    |                     |     |     |
| Murat Yakın          |    |                     |     |     |

| A mérkőzés játékosa: Casemiro (Brazília) Asszisztensek: David Morán (salvadori) Zachari Zeegelaar (Suriname-i) Negyedik játékvezető: Said Martínez (hondurasi) Tartalék játékvezető: Walter López (hondurasi) Videobírók: Drew Fischer (kanadai) Armando Villarreal (amerikai) Kathryn Nesbitt (amerikai) Fernando Guerrero (mexikói) Mahmud Abuelregál (egyiptomi) |

### Szerbia – Svájc
A csapatok egyszer találkoztak egymással, Svájc 2–1-re megnyerte a csoportkörös mérkőzést a 2018-as labdarúgó-világbajnokságon.Jugoszlávia néven korábban a két csapat 13 alkalommal találkozott egymással, köztük egy meccsen az 1950-es labdarúgó-világbajnokság csoportkörében, amelyet Jugoszlávia 3–0-ra nyert meg.
| 2022. december 2. 22:00 (20:00) |

| Szerbia                      | 2–3               | Svájc                              |
| ---------------------------- | ----------------- | ---------------------------------- |
| A. Mitrović 26' Vlahović 35' | (2–2) Jegyzőkönyv | Shaqiri 20' Embolo 44' Freuler 48' |

| 974 Stadion, Doha Nézőszám: 41 378 Játékvezető: Fernando Rapallini (argentin) |

| Szerbia | Svájc |

| KA                   | 23 | Vanja Milinković-Savić  |        |     |
| KV                   | 4  | Nikola Milenković       | 90+5'  |     |
| KV                   | 5  | Miloš Veljković         |        | 55' |
| KV                   | 2  | Strahinja Pavlović      | 56'    |     |
| JKP                  | 14 | Andrija Živković        |        | 78' |
| KKP                  | 20 | Sergej Milinković-Savić | 47'    | 68' |
| KKP                  | 16 | Saša Lukić              | 90+10' |     |
| BKP                  | 17 | Filip Kostić            |        |     |
| TKP                  | 10 | Dušan Tadić             |        | 78' |
| KCS                  | 9  | Aleksandar Mitrović     | 82'    |     |
| KCS                  | 18 | Dušan Vlahović          |        | 55' |
| Cserék:              |    |                         |        |     |
| KP                   | 8  | Nemanja Gudelj          | 81'    | 55' |
| CS                   | 11 | Luka Jović              |        | 55' |
| KP                   | 6  | Nemanja Maksimović      |        | 68' |
| CS                   | 21 | Filip Đuričić           |        | 78' |
| CS                   | 7  | Nemanja Radonjić        |        | 78' |
| Egyéb:               |    |                         |        |     |
| KA                   | 12 | Predrag Rajković        | 66'    |     |
| Szövetségi kapitány: |    |                         |        |     |
| Dragan Stojković     |    |                         |        |     |

| KA                   | 21 | Gregor Kobel        |       |       |
| JV                   | 3  | Silvan Widmer       | 15'   |       |
| KV                   | 5  | Manuel Akanji       |       |       |
| KV                   | 22 | Fabian Schär        | 90+9' |       |
| BV                   | 13 | Ricardo Rodríguez   |       |       |
| KKP                  | 8  | Remo Freuler        |       |       |
| KKP                  | 10 | Granit Xhaka        | 90+5' |       |
| JSZ                  | 23 | Xherdan Shaqiri     |       | 69'   |
| TKP                  | 15 | Djibril Sow         |       | 69'   |
| BSZ                  | 17 | Ruben Vargas        | 34'   | 83'   |
| KCS                  | 7  | Breel Embolo        |       | 90+6' |
| Cserék:              |    |                     |       |       |
| V                    | 2  | Edimilson Fernandes |       | 69'   |
| KP                   | 6  | Denis Zakaria       |       | 69'   |
| KP                   | 16 | Christian Fassnacht |       | 83'   |
| CS                   | 19 | Noah Okafor         |       | 90+6' |
| Szövetségi kapitány: |    |                     |       |       |
| Murat Yakın          |    |                     |       |       |

| A mérkőzés játékosa: Granit Xhaka (Svájc) Asszisztensek: Juan Pablo Belatti (argentin) Diego Bonfá (argentin) Negyedik játékvezető: Kevin Ortega (perui) Tartalék játékvezető: Jesús Sánchez (perui) Videobírók: Mauro Vigliano (argentin) Julio Bascuñán (chilei) Nicolás Taran (uruguayi) Leodan Gonzalez (uruguayi) Martín Soppi (uruguayi) |

### Kamerun – Brazília
A csapatok hatszor találkoztak egymással, köztük kétszer világbajnokságokon, mindkettő csoportmérkőzés brazil győzelemmel végződött; 1994-ben 3–0, 2014-ben 4–1 lett a brazilok javára.
| 2022. december 2. 22:00 (20:00) |

| Kamerun                    | 1–0               | Brazília |
| -------------------------- | ----------------- | -------- |
| Aboubakar 90+2' 81′, 90+3′ | (0–0) Jegyzőkönyv |          |

| Loszaíli Nemzeti Stadion, Loszaíl Nézőszám: 85 986 Játékvezető: Ismail Elfath (amerikai) |

| Kamerun | Brazília |

| KA                   | 16 | Devis Epassy               |            |     |
| JV                   | 19 | Collins Fai                | 32'        |     |
| KV                   | 4  | Christopher Wooh           |            |     |
| KV                   | 24 | Enzo Ebosse                |            |     |
| BV                   | 25 | Nouhou Tolo                | 6'         |     |
| KKP                  | 8  | André-Frank Zambo Anguissa |            |     |
| KKP                  | 15 | Pierre Kunde               | 28'        | 68' |
| JSZ                  | 20 | Bryan Mbeumo               |            | 64' |
| TKP                  | 13 | Eric Maxim Choupo-Moting   |            |     |
| BSZ                  | 6  | Moumi Ngamaleu             |            | 86' |
| KCS                  | 10 | Vincent Aboubakar          | 81′, 90+3′ |     |
| Cserék:              |    |                            |            |     |
| CS                   | 12 | Karl Toko Ekambi           |            | 64' |
| KP                   | 22 | Olivier Ntcham             |            | 68' |
| V                    | 2  | Jerome Ngom Mbekeli        |            | 86' |
| Szövetségi kapitány: |    |                            |            |     |
| Rigobert Song        |    |                            |            |     |

| KA                   | 23 | Ederson            |     |     |
| JV                   | 13 | Dani Alves         |     |     |
| KV                   | 14 | Éder Militão       | 7'  |     |
| KV                   | 24 | Bremer             |     |     |
| BV                   | 16 | Alex Telles        |     | 54' |
| KKP                  | 15 | Fabinho            |     |     |
| KKP                  | 8  | Fred               |     | 54' |
| JSZ                  | 19 | Antony             |     | 79' |
| TKP                  | 21 | Rodrygo            |     | 54' |
| BSZ                  | 26 | Gabriel Martinelli |     |     |
| KCS                  | 18 | Gabriel Jesus      |     | 64' |
| Cserék:              |    |                    |     |     |
| V                    | 4  | Marquinhos         |     | 54' |
| KP                   | 22 | Éverton Ribeiro    |     | 54' |
| KP                   | 17 | Bruno Guimarães    | 85' | 54' |
| CS                   | 25 | Pedro              |     | 64' |
| CS                   | 11 | Raphinha           |     | 79' |
| Szövetségi kapitány: |    |                    |     |     |
| Tite                 |    |                    |     |     |

| A mérkőzés játékosa: Devis Epassy (Kamerun) Asszisztensek: Kyle Atkins (amerikai) Corey Parker (amerikai) Negyedik játékvezető: Ma Ning (kínai) Tartalék játékvezető: Si Hsziang (kínai) Videobírók: Alejandro Hernández (spanyol) Juan Martinez (spanyol) Pau Cebrián Devís (spanyol) Ricardo de Burgos Bengoetxea (spanyol) Roberto Díaz Pérez del Palomar (spanyol) |

## Fair play-pontok
A fair play-pontok az összesített és az egymás elleni eredmények egyenlősége esetén rangsorolták a csapatokat. Ezeket az összes csoportmérkőzésen kapott sárga és piros lapok alapján számították ki az alábbiak szerint:
- első sárga lap: mínusz 1 pont;
- piros lap második sárga lap után: mínusz 3 pont;
- azonnali piros lap: mínusz 4 pont;
- sárga lap és azonnali piros lap: mínusz 5 pont;

Egy játékosra egy mérkőzésen a fenti levonások közül csak egy volt alkalmazható.
| Csapat   | 1. mérkőzés | 1. mérkőzés                          | 1. mérkőzés | 1. mérkőzés           | 2. mérkőzés | 2. mérkőzés                          | 2. mérkőzés | 2. mérkőzés           | 3. mérkőzés | 3. mérkőzés                          | 3. mérkőzés | 3. mérkőzés           | Fair play-pont |
| Csapat   | Sárga lap   | sárga lap · 2. sárga lap · kiállítva | kiállítva   | sárga lap · kiállítva | Sárga lap   | sárga lap · 2. sárga lap · kiállítva | kiállítva   | sárga lap · kiállítva |             | sárga lap · 2. sárga lap · kiállítva | kiállítva   | sárga lap · kiállítva | Fair play-pont |
| -------- | ----------- | ------------------------------------ | ----------- | --------------------- | ----------- | ------------------------------------ | ----------- | --------------------- | ----------- | ------------------------------------ | ----------- | --------------------- | -------------- |
| Brazília | 0           |                                      |             |                       | 1           |                                      |             |                       | 2           |                                      |             |                       | –3             |
| Svájc    | 2           |                                      |             |                       | 1           |                                      |             |                       | 4           |                                      |             |                       | –7             |
| Kamerun  | 1           |                                      |             |                       | 2           |                                      |             |                       | 3           | 1                                    |             |                       | –9             |
| Szerbia  | 3           |                                      |             |                       | 2           |                                      |             |                       | 7           |                                      |             |                       | –12            |